# إليوشن إي أل-76
إليوشن إي أل-76 (بالإنجليزية: Ilyushin Il-76)‏ (بالروسية: Илью́шин Ил-76) (لقب تعريف الناتو: Candid)، هي طائرة أغراض متعددة، وشاحنة جوية إستراتيجية، ذات أربعة محركات، من تصميم وصناعة مكتب اليوشن للتصميم، أنتجت في روسيا. تستخدم بشكل أساسي من قبل القوات الجوية الروسية. كان أول طيران لها في 25 مارس 1971. دخلت الخدمة في عام 1974، ومازالت في الخدمة حتى الآن. ولقد صنع منها 960 طائرة.
وإليوشن إي أل-76، كان من المخطط لها في بداية الأمر أن تكون طائرة شحن تجارية في عام 1967، لتكون بديلا لطائرة أنتونوف أن-12، وإي أل-76 صممت لتوصيل الآليات الثقيلة إلى المناطق النائية في الاتحاد السوفياتي. كما أن الإصدارات العسكرية إي أل-76 استخدمت على نطاق واسع في أوروبا وآسيا وأفريقيا، بما في ذلك استخدامها كطائرة ناقلة للتزود بالوقود جوا أو كمركز قيادة جوية.

## التحديث
تبلورت فكرة طائرة اليوشن لأول مرة عام 1967 لتلبي متطلبات الجيش السوفيتي لطائرة شحن قادرة على حمل 40 طن لمدى يزيد عن 5000 كلم باقل من 6 ساعات وقادرة على الهبوط والإقلاع من مدارج غير معبدة، وقادرة على تحمل الظروف الجوية القاسية في سيبريا والمناطق القطبية. وتقرر أن تكون هذه الطائرة بديلا عن طائرة أنتونوف أن-12. وكان هناك مشروع لطائرة أخرى لنقل الركاب تتألف من طابقين وتتسع ل 250 راكب لكن هذا المشروع ألغي. وحلقت النسخة التجريبية لليوشن أي ال 76 في آذار/ مارس 1971. وبدأ إنتاج اليوشن أي ال 76 في مؤسسة طشقند لإنتاج الطائرات في مدينة طشقند عاصمة جمهورية أوزبكستان السوفيتية، حيث أنتجت حوالى 860 طائرة اليوشن بانواع متعددة. ولقد طورت طائرة اليوشن في عام 1990، بنماذج (MF,TF) المطورة التي لم تنتج باعداد كبيرة بسبب المصاعب الاقتصادية التي بدأت تعانيها القوة الجوية الروسية في فترة عقد التسعينيات وحلق النموذج الأولي لليوشن (IL-76MF) في 1 آب أغسطس 1995. ثم توقفت جميع عمليات الإنتاج لهذهِ الأنواع المطورة أواخر عقد التسعينات.

## التطوير
ابتدا من عام 2004 وصاعدا طورت عدد من الطائرات التجارية إلى النموذج (IL-76TD-90VD)، وهذا النموذج زود بمحركات (بي اس -90) لتتفق طائرة اليوشن مع المعايير الأوربية لحدود الضوضاء، في عام 2005 طلبت الصين 34 طائرة (IL-76MDs)، و4 طائرات (IL-78)، وفي عام 2013 اعلنت وكالة (Rosoboron export) لتصدير الأسلحة الروسية ان الصين طلبت 12 طائرة (IL-76MD). بدأ إنتاج طائرات اليوشن المحدثة من نوع (IL-476) في معامل افيستار بمدينة اوليانسك الروسية بالتعاون مع مؤسسة طشقند في عام 2010. ولقد حورت عدد من طائرات اليوشن أي ال -76 إلى طائرات ارضاع جوي بأسم (اليوشن أي ال-78) حيث انتجت حوالي 50 طائرة من هذا النوع. كما خدمت عدد من طائرات اليوشن أي ال-76 كطائرات اطفاء (قاذفات ماء). واستخدمت هياكل اليوشن (IL-76) كاساس لصناعة طائرات البريف (A-50) للإنذار المبكر حيث أنتجت 25 طائرة من هذا النوع.
واستعملت (IL-76) في مهام اكتشاف المناطق القطبية. كما استعملت الطائرة لتدريب رواد الفضاء ومحاكاة ظروف انعدام الجاذبية.
في عام 1981 تعاونت وكالة الفضاء السوفيتية ومكتب برييف لصناعة الطائرات لتصنيع طائرة (A-50)على اساس طائرة اليوشن وبنيت طائرتين من هذا النوع واستخدمت كمختبر طائر للتجارب على استخدام أشعة الليزر للاغراض العسكرية، وأكثر تفاصيل هذه المشاريع ما تزال سرية.

## التاريخ العملي
- أول طائرة سلمت إلى القوة الجوية السوفيتية في حزيران 1974، ومنذ ذلك التاريخ أصبحت الناقلة الاستراتيجية الرئيسية للاتحاد السوفيتي. وبداية من عام 1976 سلمت الطائرة الأولى إلى شركة ايرفلوت للطيران.
- بين عامي 1979 إلى عام 1991 نفذت القوة الجوية السوفيتية 17,700 رحلة جوية إلى أفغانستان مستخدمة اليوشن (IL-76s)، ونقلت خلالها 786,200 عسكري و315,800 طن من الحمولة. ونقلت اليوشن 89% من الجنود السوفيت و74% من الحمولات العسكرية المنقولة جوا. ولم يستطع المتمردون الأفغان اسقاط الطائرات اليوشن بسبب طيرانها المرتفع لذا حاولوا اصابتها عند اقلاعها وهبوطها فتعرضت اليوشن (IL-76s) مرارا للإصابة بصواريخ ستنغر وستريلا والمدافع الرشاشة لكن هيكلها المتين كان يمكنها من الطيران حتى مع تعرضها للأضرار، وامتلكت الطائرة معدل تآكل منخفض بشكل مثير للإعجاب خلال فترة الحرب الأفغانية وبسبب تلك المميزات والتجارب تستخدم القوات الكندية طائرات اليوشن (IL-76)المدنية لنقل الحمولات العسكرية إلى أفغانستان. وحتى عام 2006 كان لدى القوات الروسية 200 طائرة اليوشن (IL-76s)، بالإضافة إلى 108 طائرة أخرى لدى شركات الطيران المدنية الروسية.

- اجبرت طائرة مقاتلة تابعة لحركة طالبان طائرة اليوشن بطاقم روسي على الهبوط داخل أفغانستان في أغسطس /آب 1995 وهي الحادثة المعروفة بحادثة ايرستان.

- نفذ الطيران الحربي الصيني (PLAAF) مهمة جوية في أفغانستان باستخدام طائرة اليوشن في عام 2004، وفي عام 2011 ارسلت القوة الجوية الصينية طائرة اليوشن (IL- 76s) في مهمتين لاجلاء الرعايا الصينين من ليبيا في أول مهمة بعيدة المدى للقوة الجوية الصينية.

- اسقط الانفصاليون الأوكرانيون طائرة (IL-76) تابعة لسلاح الجو الأوكراني في 14 يونيو/ حزيران 2014 بنيران أرضية عند محاولتها الهبوط في مطار لوغانسك مما اسفر عن مقتل جميع من كان على متنها ومن بينهم 40 عسكري و7 من أعضاء الطاقم.

- سقط هذا النوع من الطائرات يوم 11 نيسان/أبريل 2018 في الجزائر وبالتحديد في بلدية بني مراد ولاية البليدة، وتسبب بمقتل ما يزيد عن257 شخص.

## المستخدمون
- القوات الجوية الروسية
- القوة الجوية الأوكرانية
- القوات الجوية الهندية
- القوات الجوية الليبية
- القوات الجوية الجزائرية
- القوة الجوية السورية
- القوة الجوية الإيرانية
- الخطوط الجوية العراقية.
- القوات الجوية المصرية